# Новоолександрівський ліцей Раївської сільської ради
Новоолександрівський ліцей Раївської сільської ради — навчальний заклад середньої освіти, що знаходиться в селі Новоолександрівка Дніпропетровської області Синельниківського району. З початку свого існування базувався у чотирьох приміщеннях.

## Відкриття та ранні роки існування

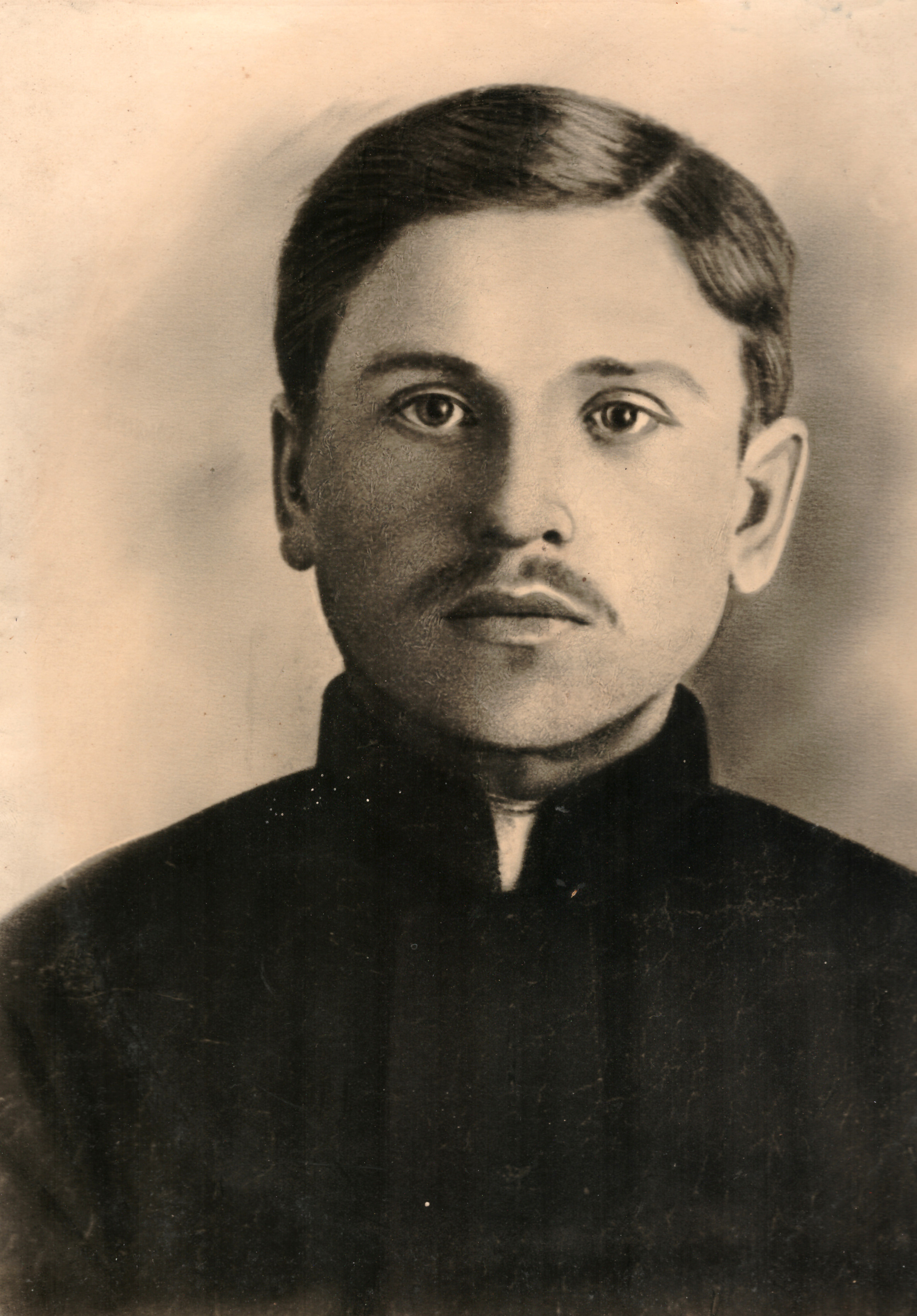
Перший завідувач Комунарської початкової школи Федір Васильович Кузнєцов.

У 1924 році в селі Новоолександрівка Синельниківського району Дніпропетровської області було відкрито Комунарську початкову школу. Відкривачами були алтайські комунари з комуни «Свобода». Першим завідувачем школи став Федір Васильович Кузнєцов. У 1925 році було виділене більше приміщення, у якому вчились 60 учнів та викладали двоє вчителів — сам Федір Васильович та його дружина Надія Федорівна Нікольська. У 1926 році школа стає семирічною. Першим директором семирічки став Максим Тимофійович Кропива. Приблизно в цей час відбувається перейменування школи на Комуноленінську. Статус семирічки зберігався до 1940 року.

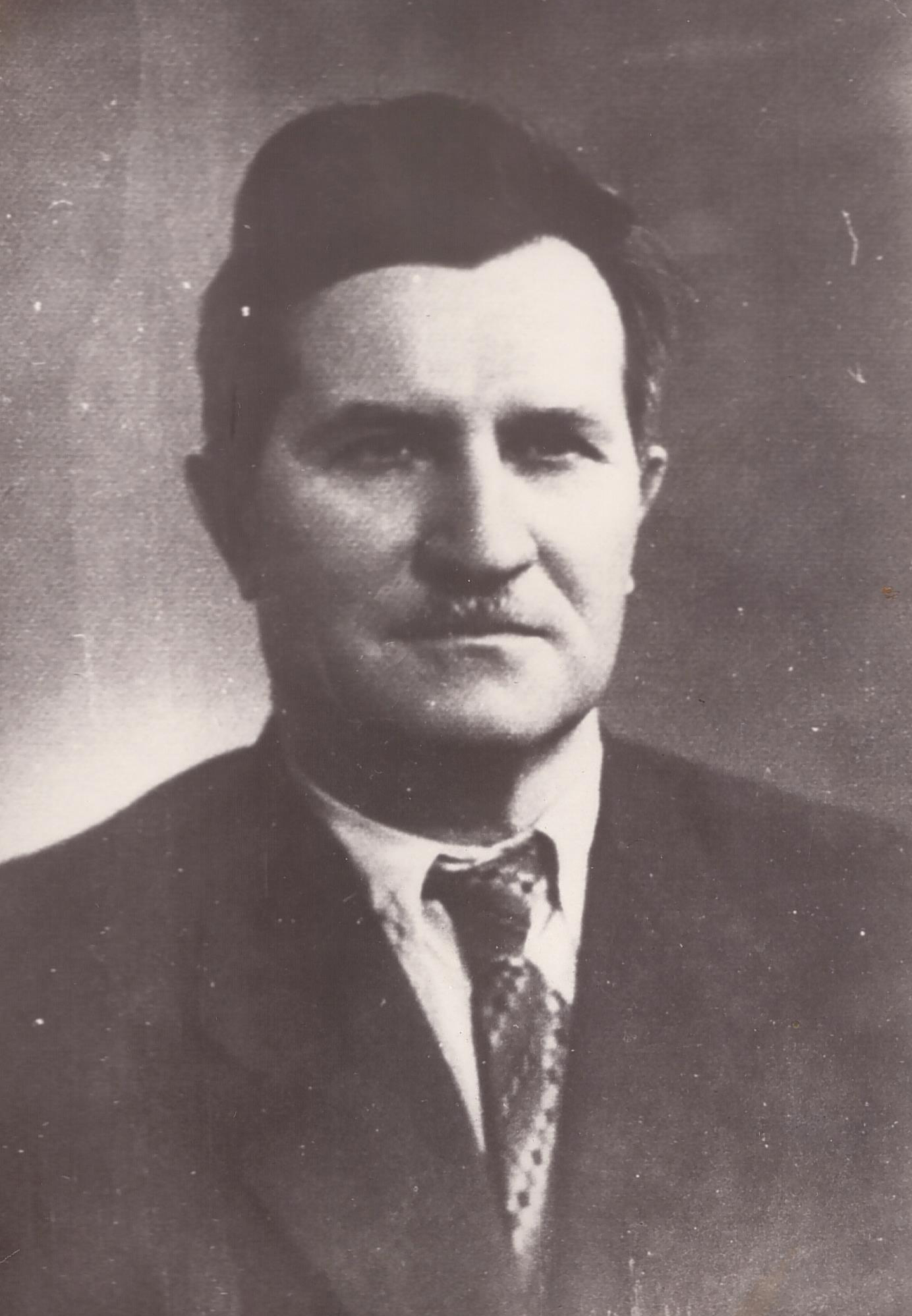
Перший директор семирічної школи Максим Тимофійович Кропива.

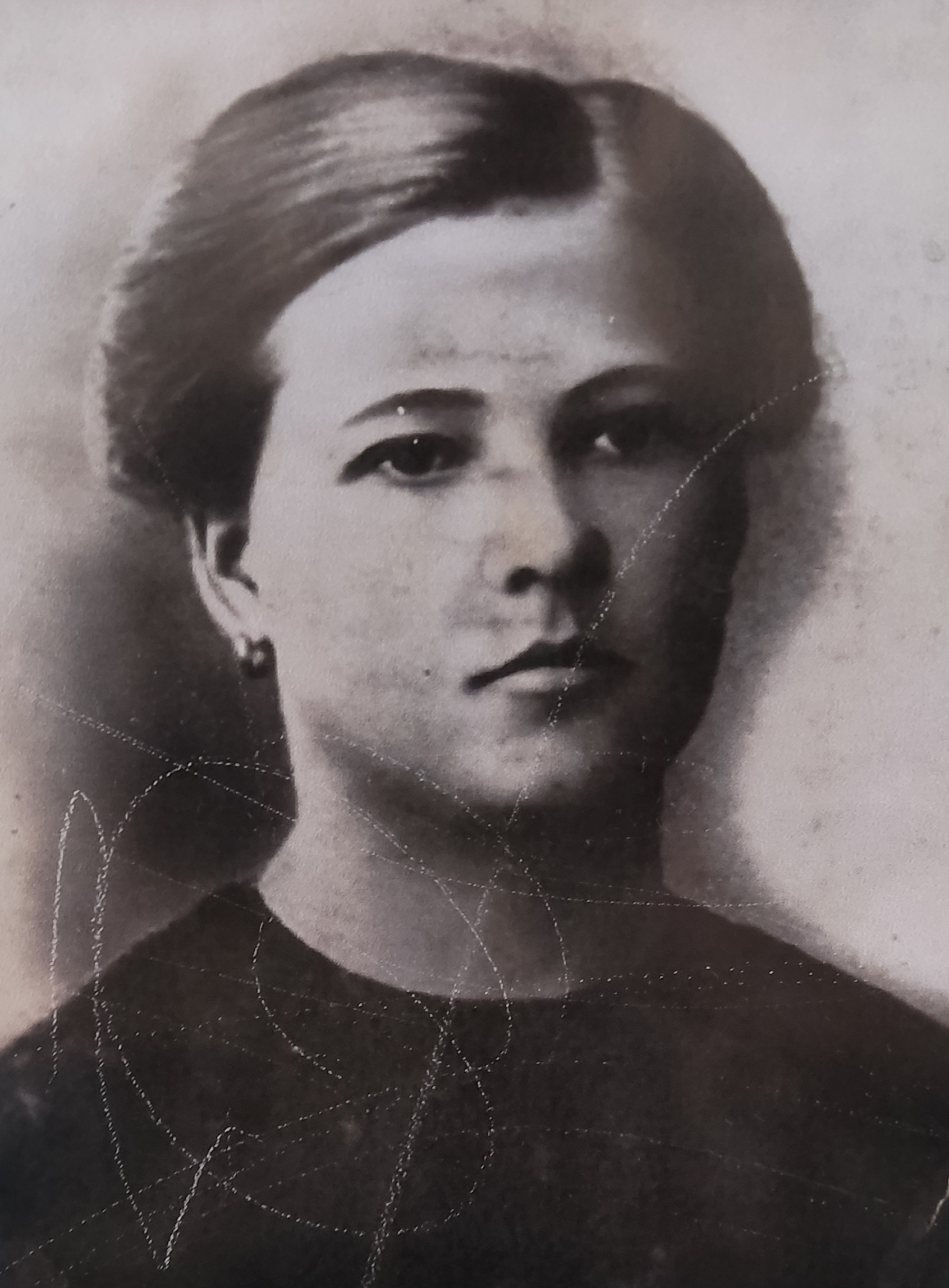
Вчителька Надія Федорівна Нікольська.

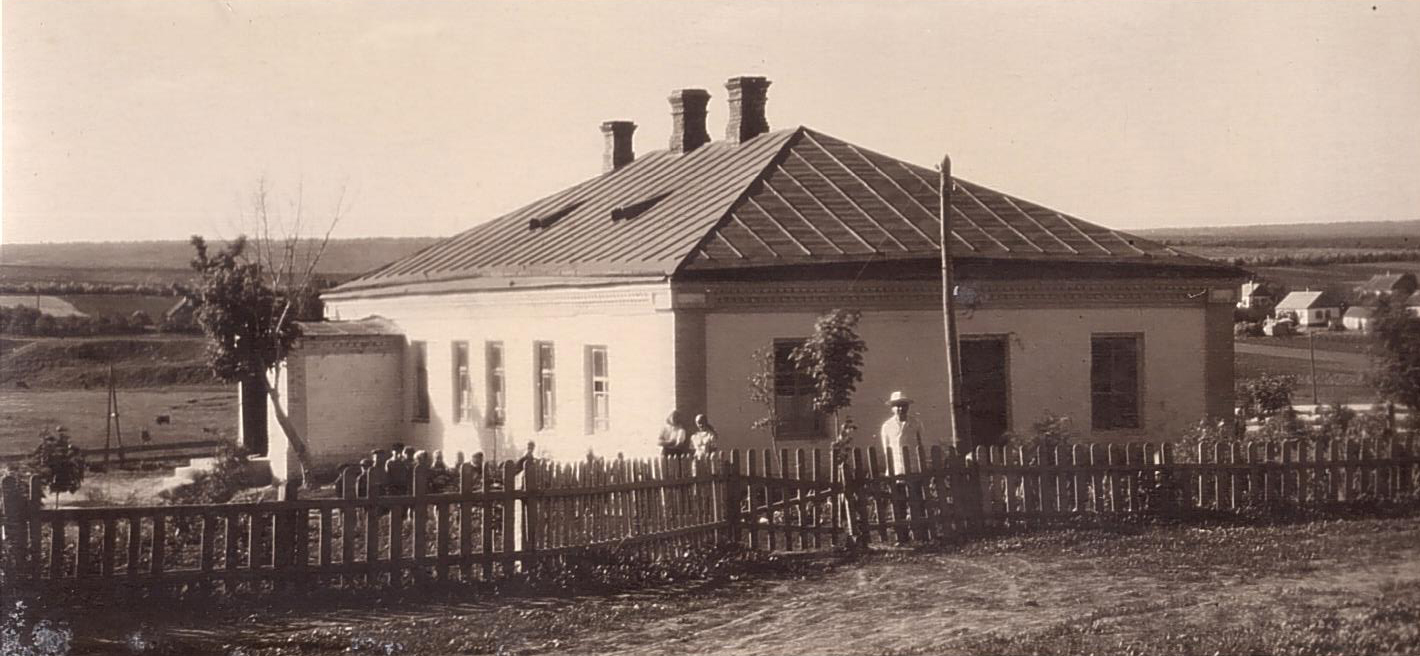
Найперша будівля Комунарської початкової школи.

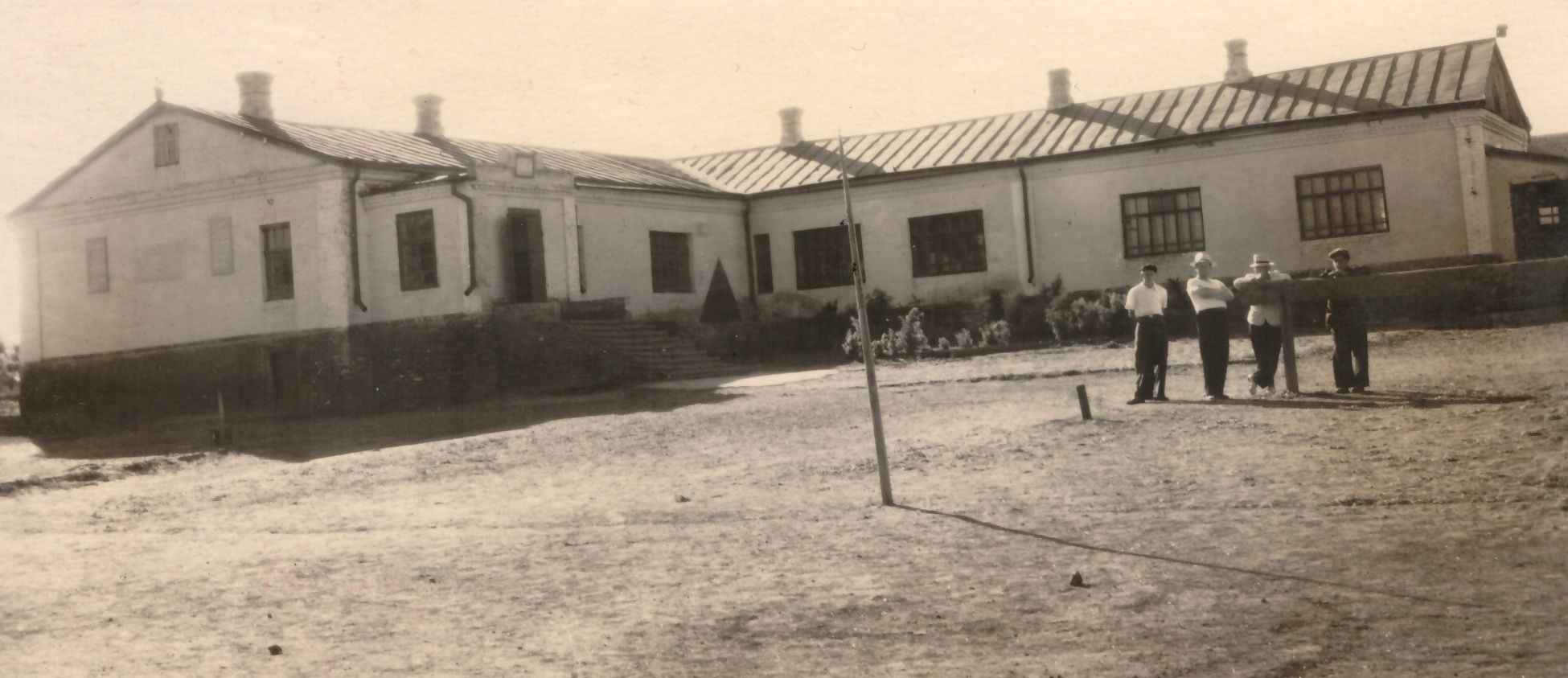
Друга будівля Комунарської школи.

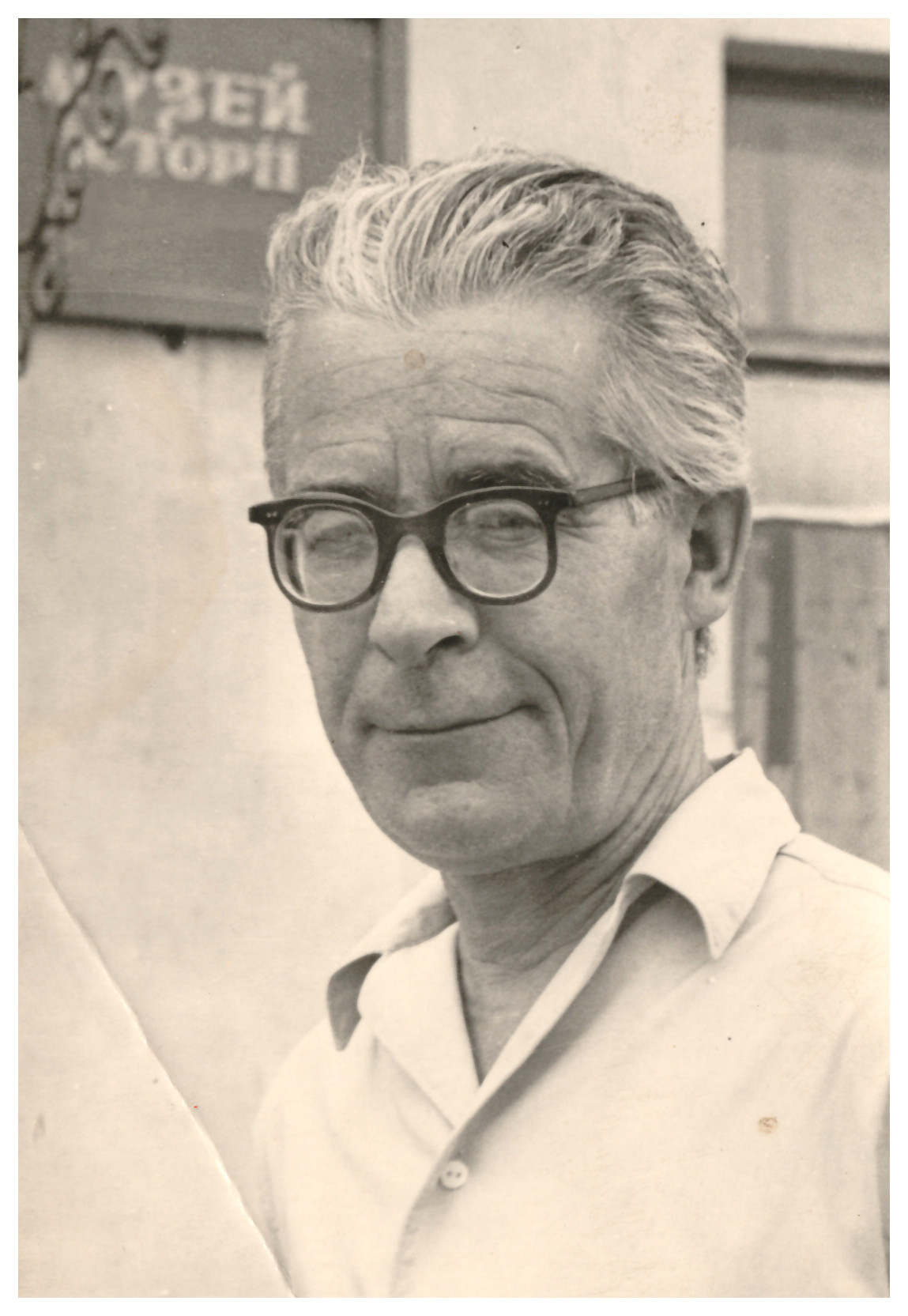
Іван Федорович Галуненко. Вчитель історії.

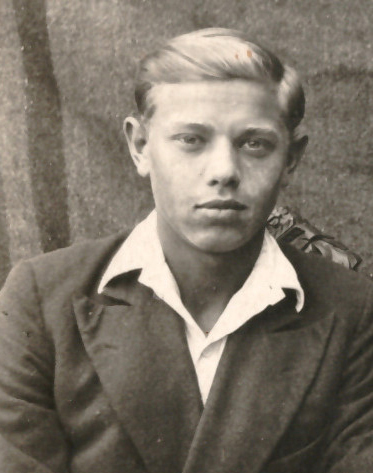
Віктор Федорович Кузнєцов.

На початку вересня 1941 року навчання в школі не почались через війну. Наступного місяця армія Третього Рейху окупувала Новоолександрівку. Навчальний процес розпочався у 1942 році при новій окупаційній владі. Директором було призначено людину, яка підтримувала гітлерівський режим, на прізвище Трубачов. Він зібрав старост класів та наказав доповідати йому все, що вчителі говорять на уроках. Старости попередили вчителів та ті стали обережнішими у своїх словах. Але знайшлись вчителі, які відкрито не бажали миритися з окупацією. Ними виявилися Іван Федорович Галуненко та Віктор Федорович Кузнєцов. Їх наказали заарештувати, але перекладачка з комендатури заздалегідь попередила чоловіків. Кузнєцову вдалось втекти, а Галуненка спіймали та відправили до концентраційного табору, що знаходився в селі Кам'януватка Синельниківського району. У вересні 1943 року відбулось визволення Синельниківщини від армії Гітлера, але учні в будівлі школи вчитися не продовжили. В цій будівлі було організовано евакогоспіталь, а навчальний процес було відновлено в школі в селі Гірки недалеко від Новоолександрівки. Навчання там продовжувались до січня 1944 року. Потім навчальний процес відновили в Новоолександрівці.

Унаслідок того, що під час війни багато дітей не вчились, були організовані класи з різновіковим статусом. У 1 класі могли вчитися діти семи, восьми та, навіть, шістнадцяти років. Збереглась єдина фотографія такого класу, на якій видно маленьких хлопчиків та значно старших за них дівчат. Таке явище було поширене не тільки в Новоолександрівці, а й в інших населених пунктах, де діти, внаслідок війни не ходили до шкіл.

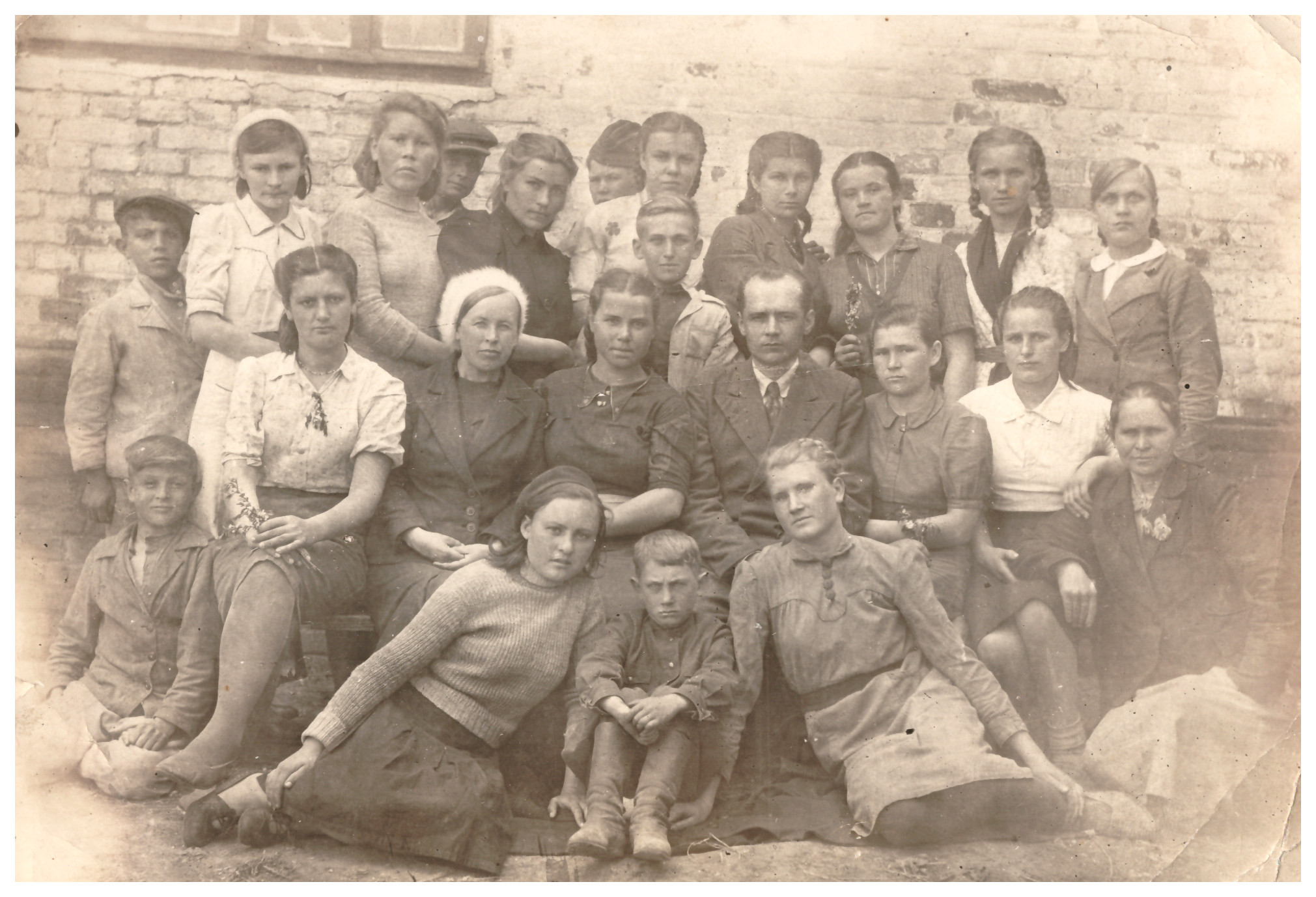
Різновіковий клас. 10 травня 1945 року.

У 1956 році було відбулось перенесення школи до іншої будівлі. Її було побудовано у 30-х роках та раніше вона слугувала багатоквартирним будинком для сімей комунарів. Дана будівля була триповерховою.

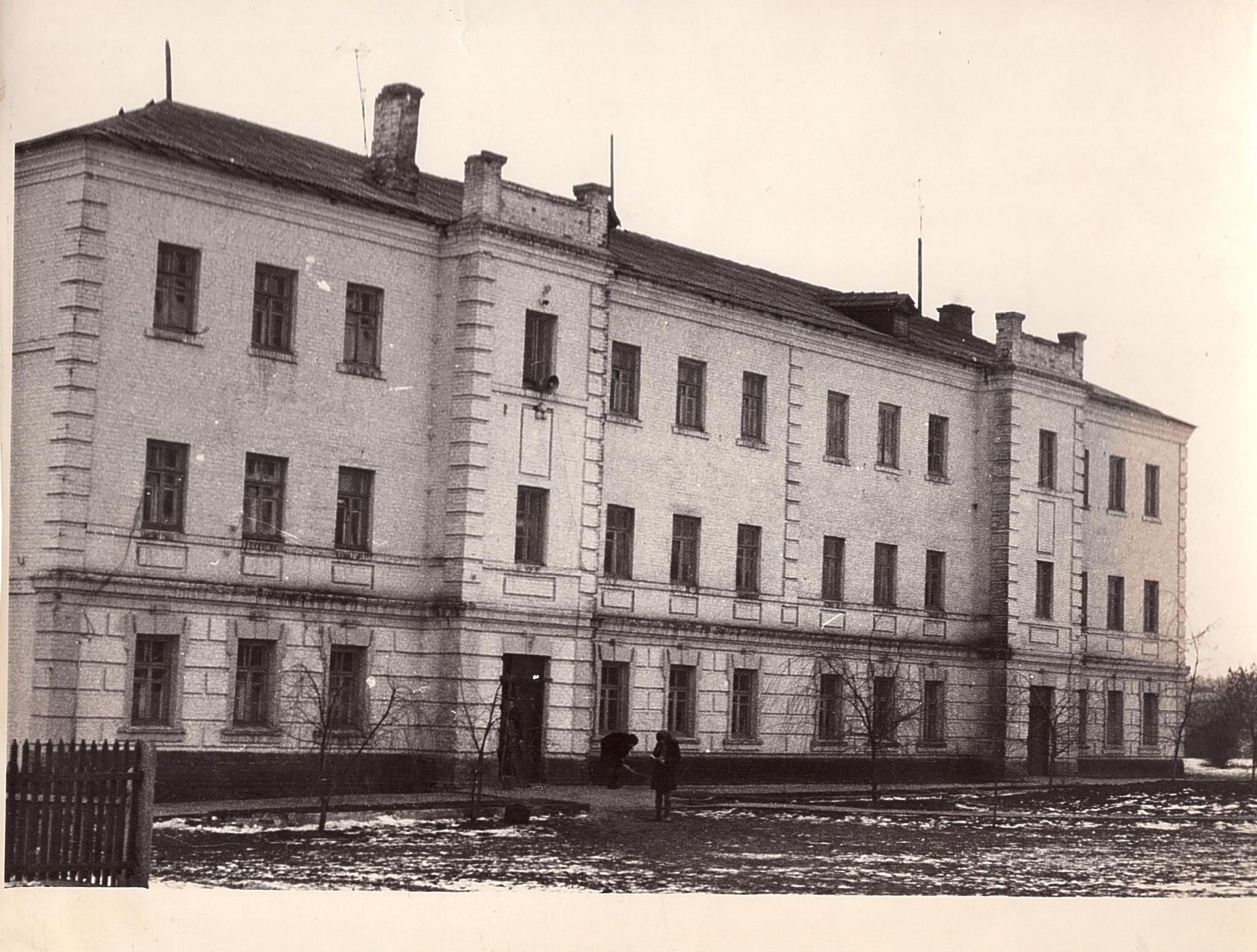
Третя будівля школи.

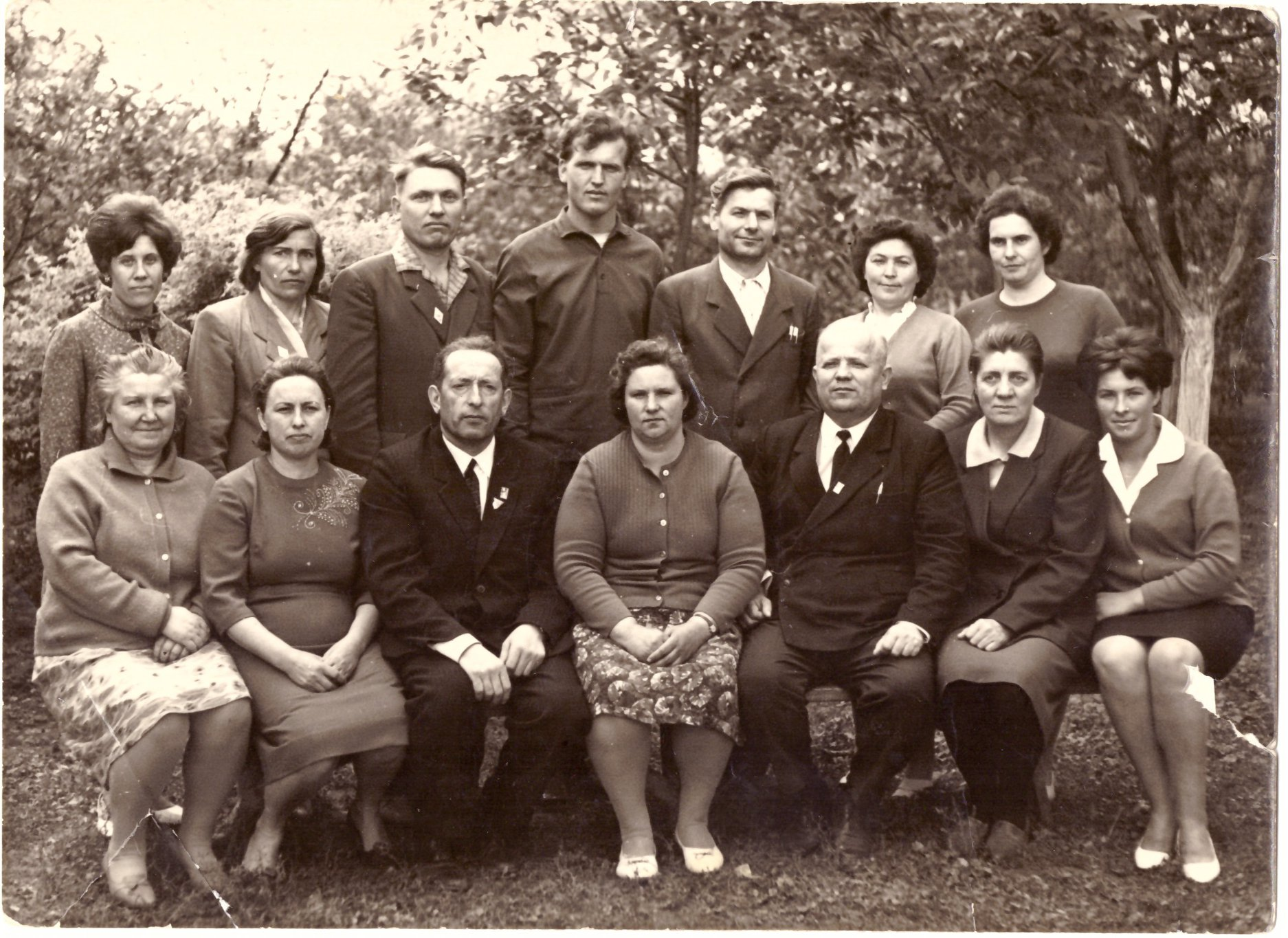
1960-ті роки. Педагогічний колектив школи. Директор — вчитель математики Микола Андрійович Голуб (третій справа наліво).

У 1971 році почалося будівництво нової значно більшої будівлі школи. Будівництво почалось за ініціативи голови колгоспу Валентина Якимовича Василенка. Сумарно на будівництво було витрачено 300 тисяч радянських рублів.
Відкриття нової будівлі відбулось в урочистій обстановці 1 вересня 1974 року. На відкритті були присутні 320 учнів та 23 вчителі. Нову школу очолив молодий директор вчитель історії та правознавства Володимир Володимирович Янчук, який протягом року працював директором ще в попередній будівлі. Під час церемонії відкриття йому було вручено символічний ключ від школи. Не дивлячись на те, що нова будівля має два поверхи, вона все-таки більш функціональна за попередню триповерхову будівлю. Найпомітнішим нововведенням став масивний спортзал, який у висоту займає обидва поверхи. У попередній будівлі було три кабінети, у новій більше десятка.

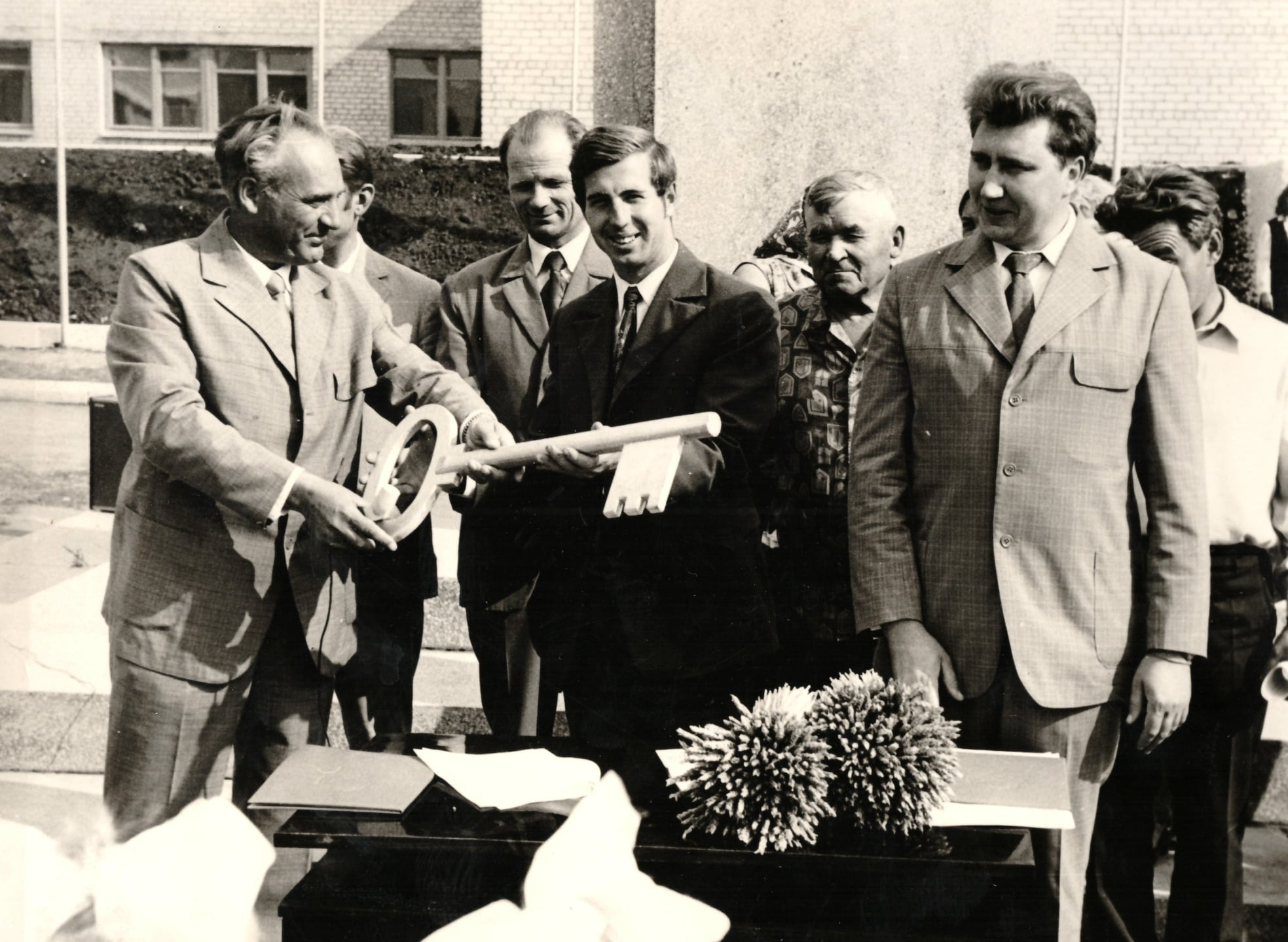
Голова колгоспу Валентин Якимович Василенко вручає символічний ключ від школи директору Янчуку Володимиру Володимировичу.

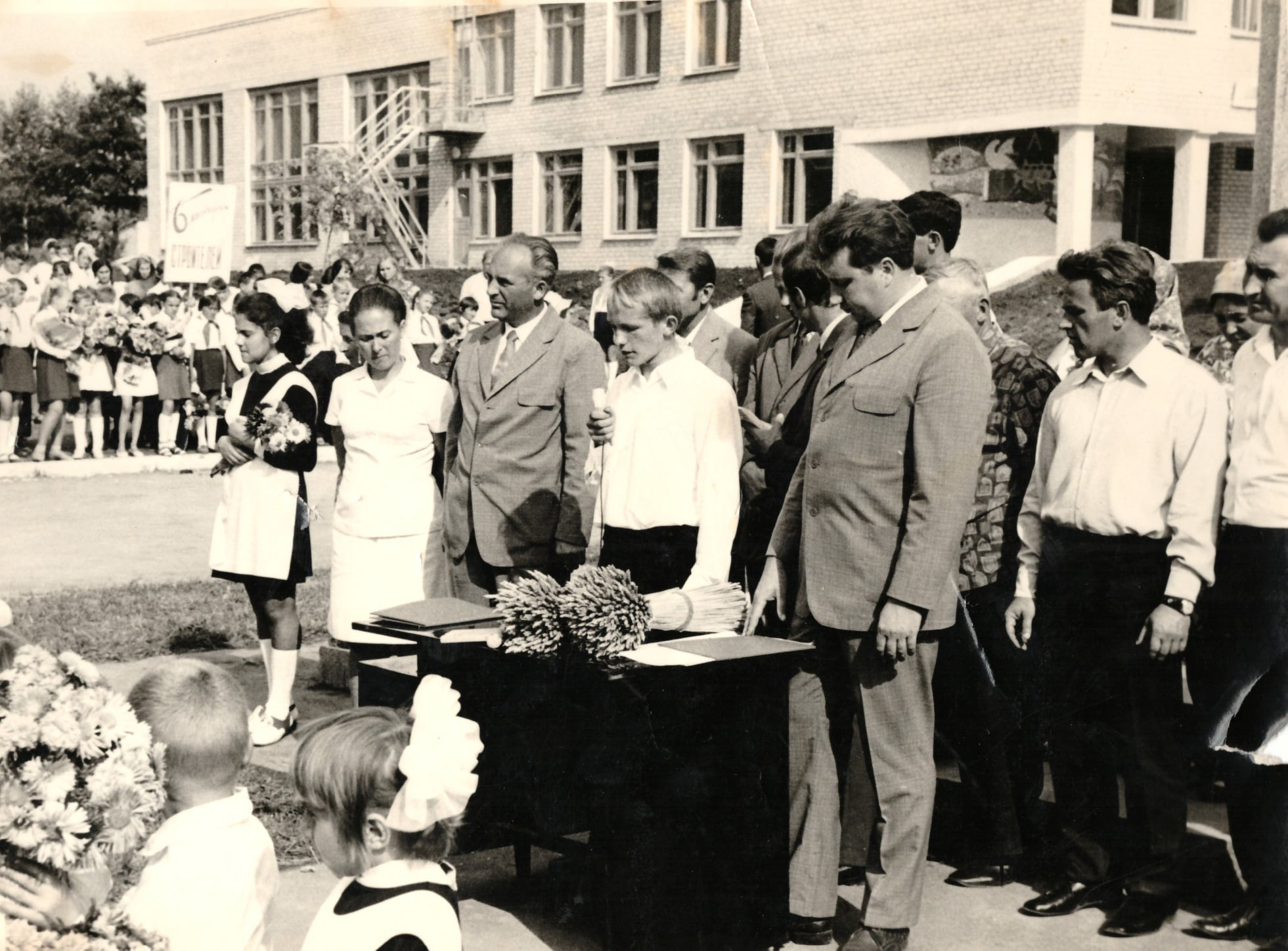
Промова майбутнього вчителя історії цієї школи Олександра В'ячеславовича Панащенка.

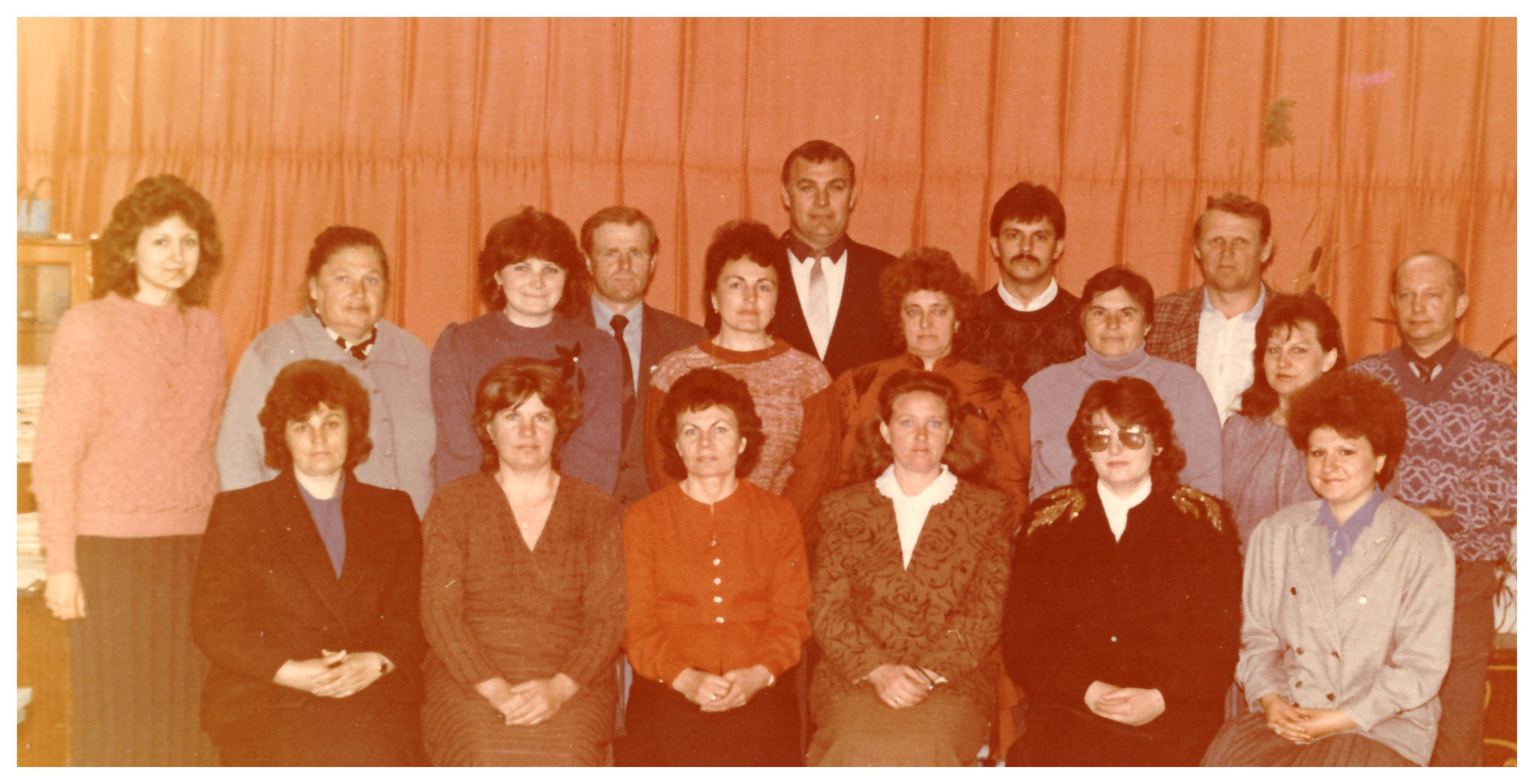
Початок 1990-х років. Педагогічний колектив школи.

### 2000-ні

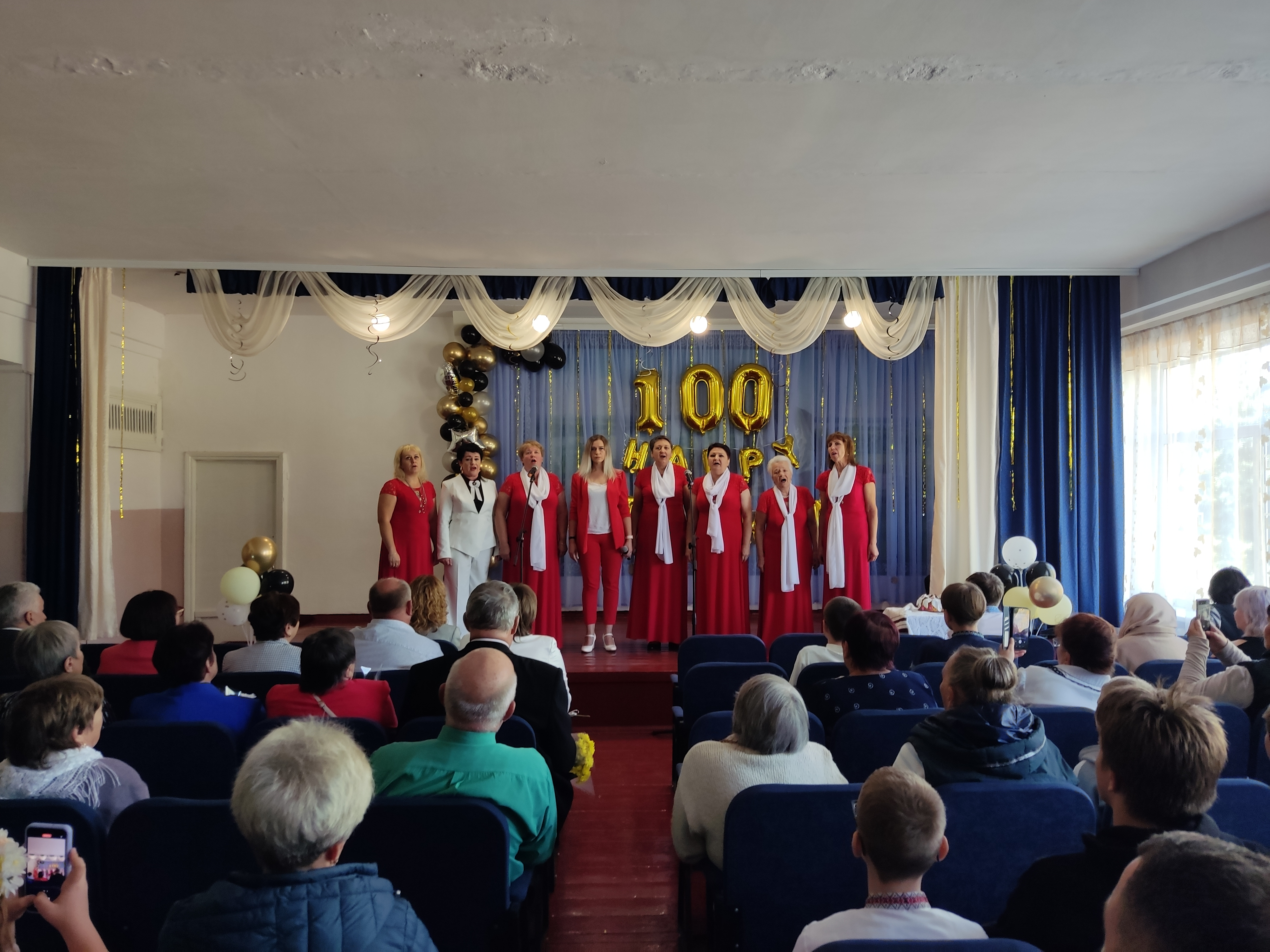
Ансамбль вчителів "Гармонія".

У 2005 році школа представляла свій досвід на всеукраїнській виставці «Освіта України 2005» у Києві. Було взято участь в конкурсі між сільськими школами (всього участь взяло понад 600 шкіл Дніпропетровської області). Комуноленінська школа здобула перше місце у номінації «Науково-методична робота». Приблизно в цей час з'явився символічний гімн школи. Автором слів виступив Володимир Володимирович Янчук, а авторами музики Олена Миколаївна Чуєшова (вчителька музики у цій школі) та її чоловік Сергій Павлович Чуєшов. Слова виконує ансамбль вчителів школи "Гармонія".

### Перед повномасштабним вторгненням Росії в Україну

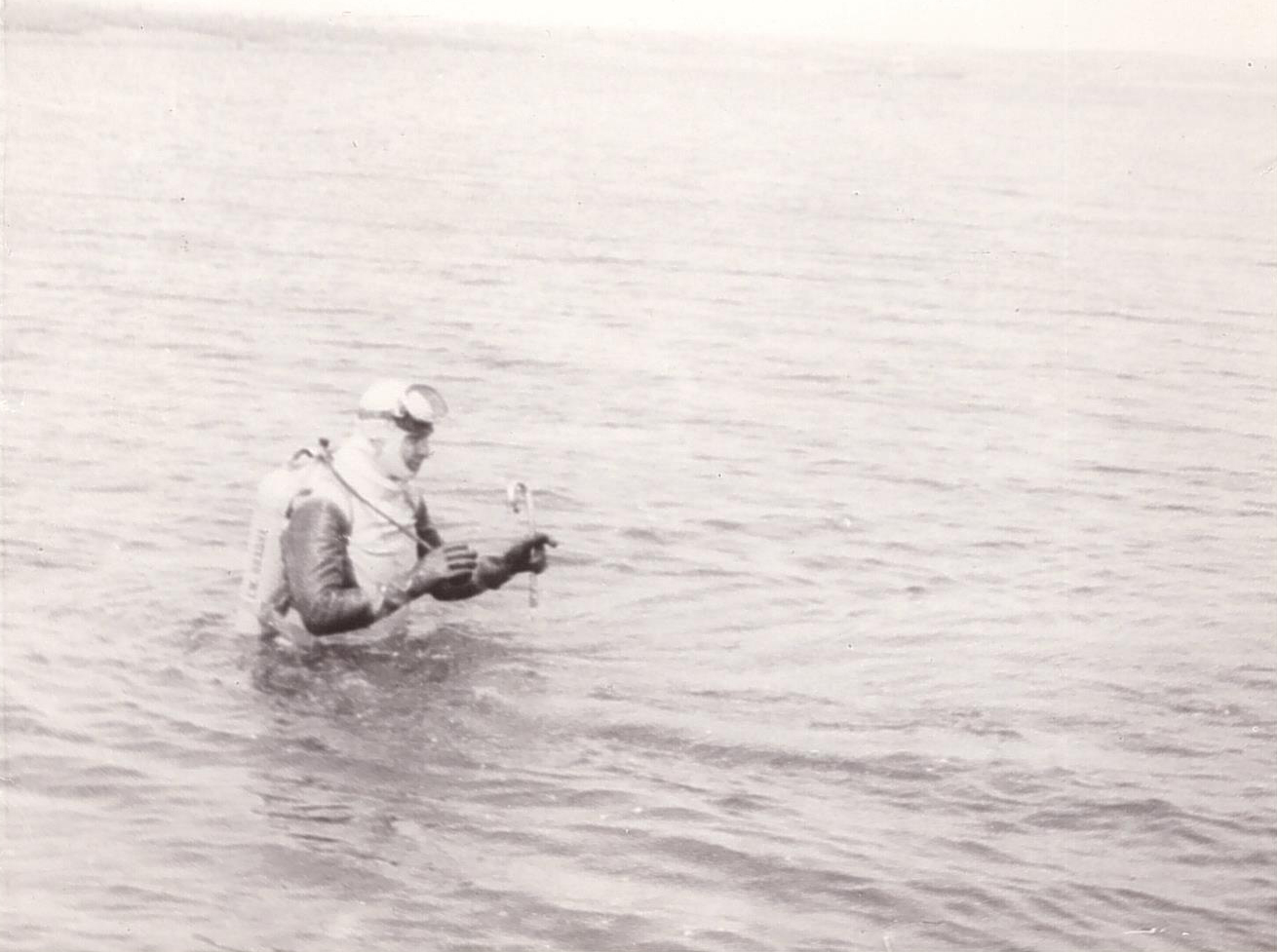
Володимир Валентинович Журавський в акваланзі перевіряє річку Дніпро. Фото радянських часів.

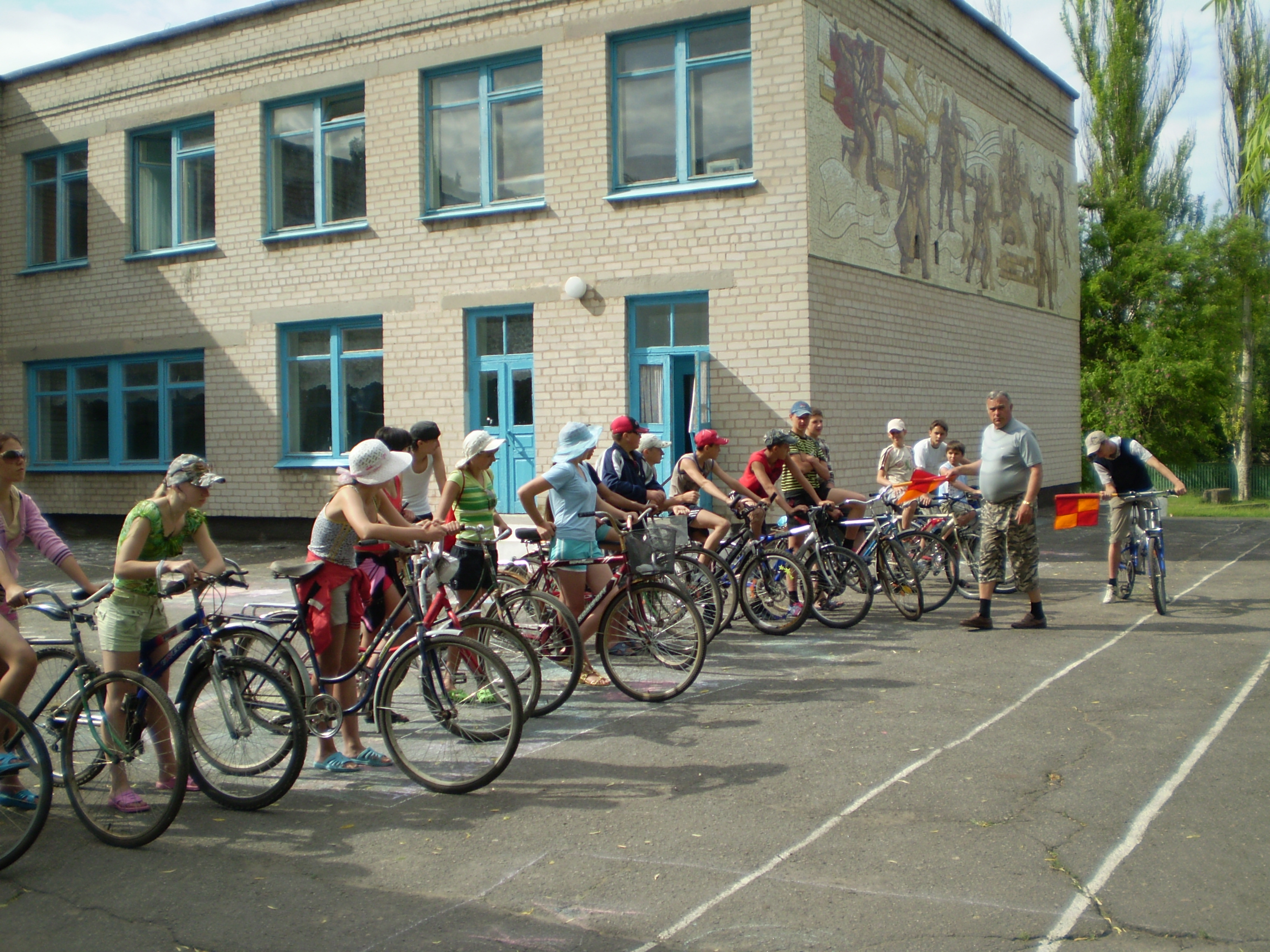
Початок велопробігу.

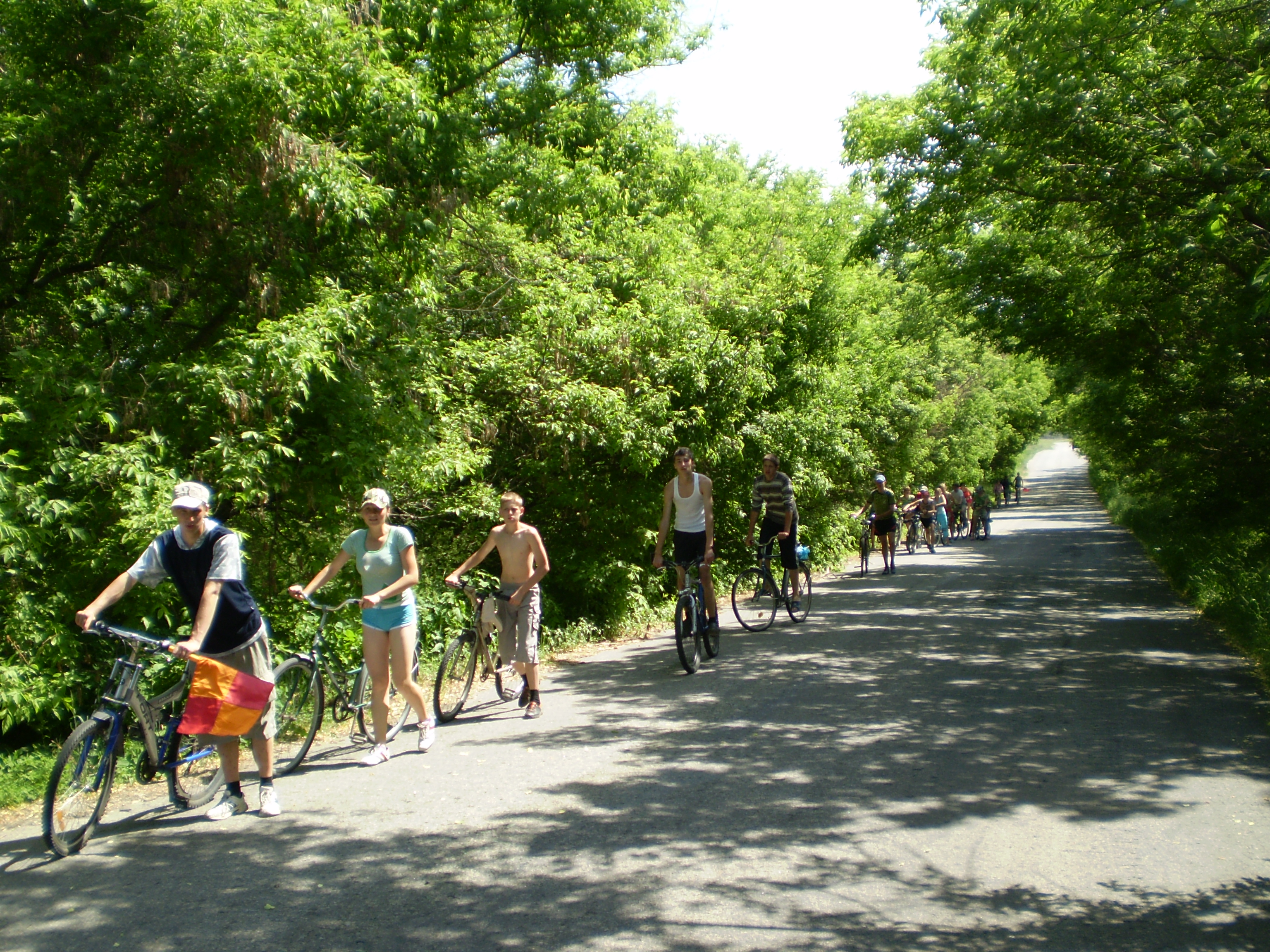
Підйом на гору.

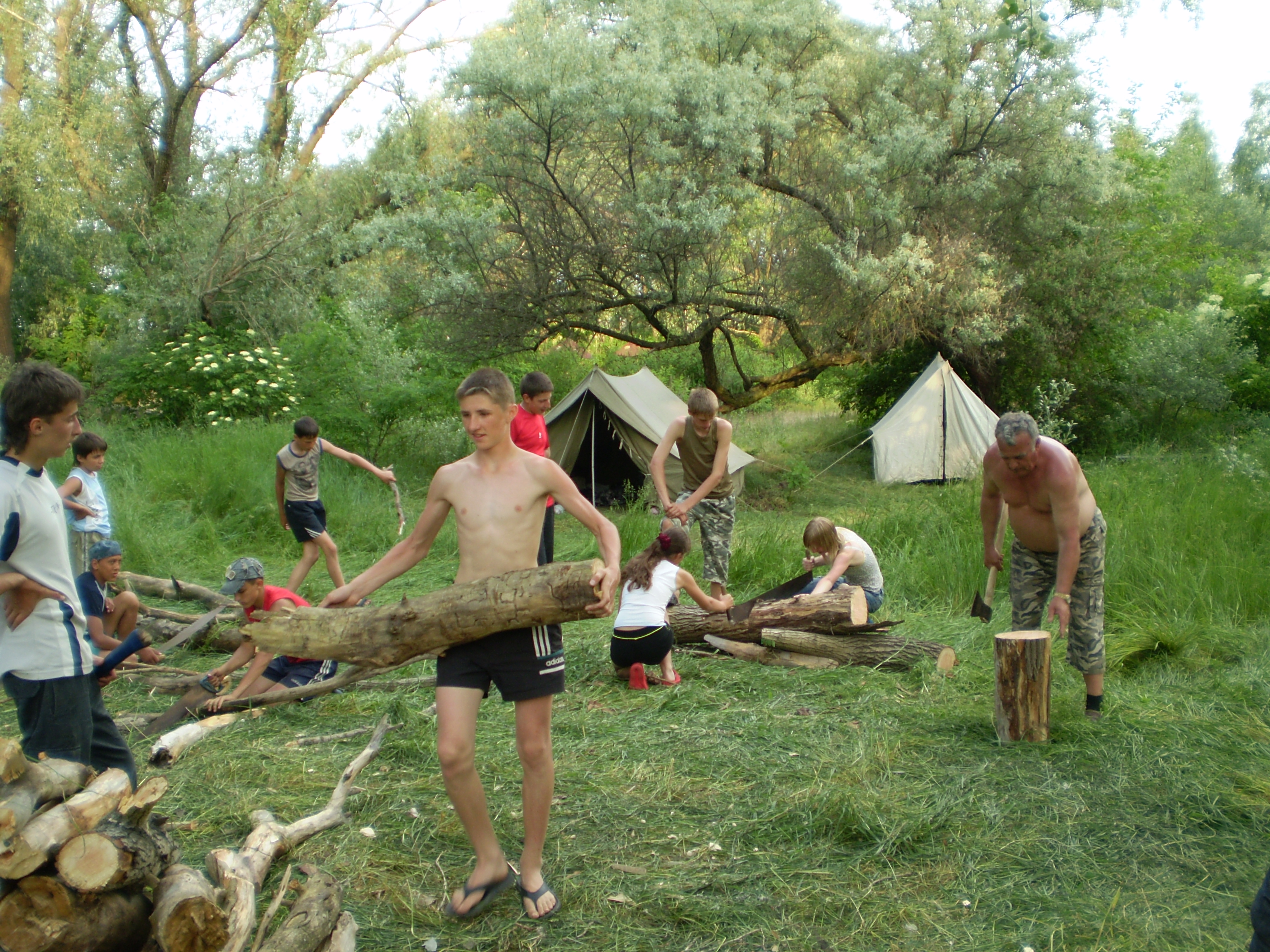
Облаштування табору.

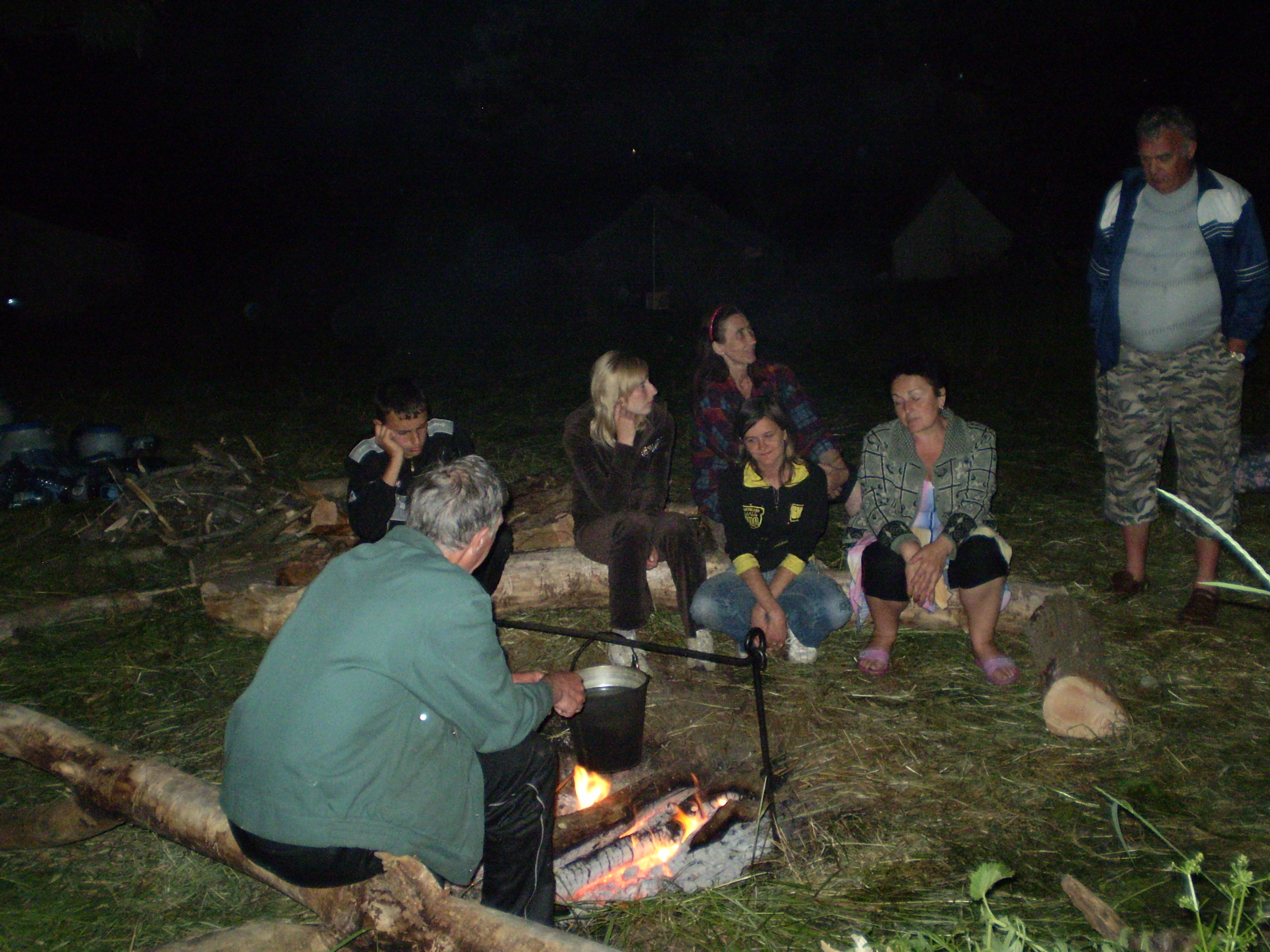
Приготування каші.

У 2016 році відповідно до закону про декомунізацію з території школи було демонтовано пам'ятник Леніну та змінено назву закладу на Новоолександрівську середню школу.
У 2018 році Володимир Володимирович Янчук залишає посаду директора, на якій сумарно пропрацював більше 30 років з восьмирічною перервою на посаді голови сільради у 90-х роках, але продовжив викладати в школі історію та правознавство. Наступницею на посаді директора стала Світлана Миколаївна Кафарова (випускниця цієї школи 1995 року, працює в школі з 2000 року). До цього року школа була у підпорядкуванні відділу освіти, а потім заклад отримав свою автономію: повністю свій бюджет, свою наповнюваність та свій штат.

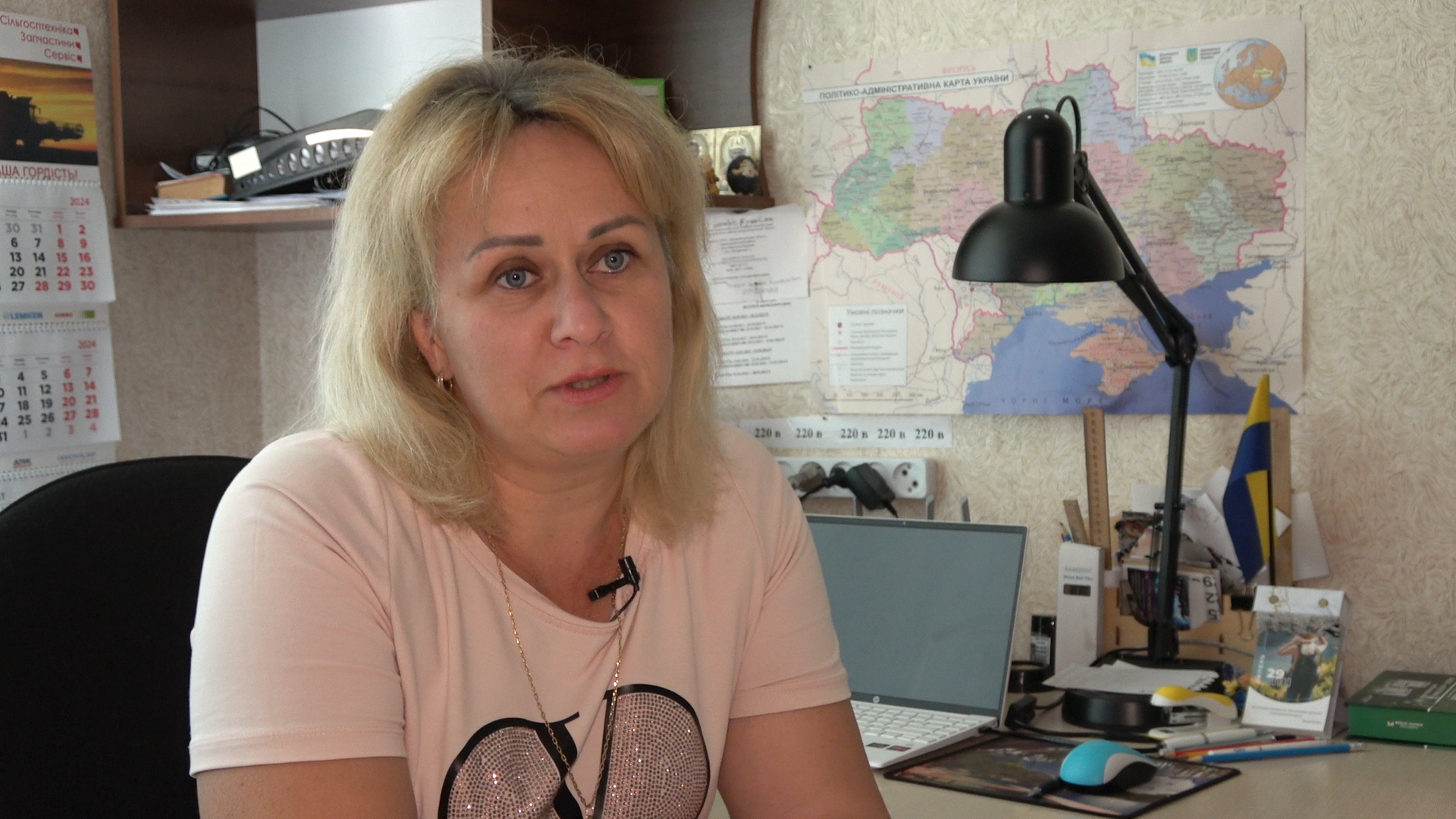
Світлана Миколаївна Кафарова в кабінеті директора.

У 2020 році внаслідок пандемії через інфекцію COVID-19 школа перше в житті перейшла до дистанційного формату навчання. Перший карантин в школі почався 12 березня й тривав до кінця навчального року. Влітку на пенсію йде Володимир Володимирович Янчук.

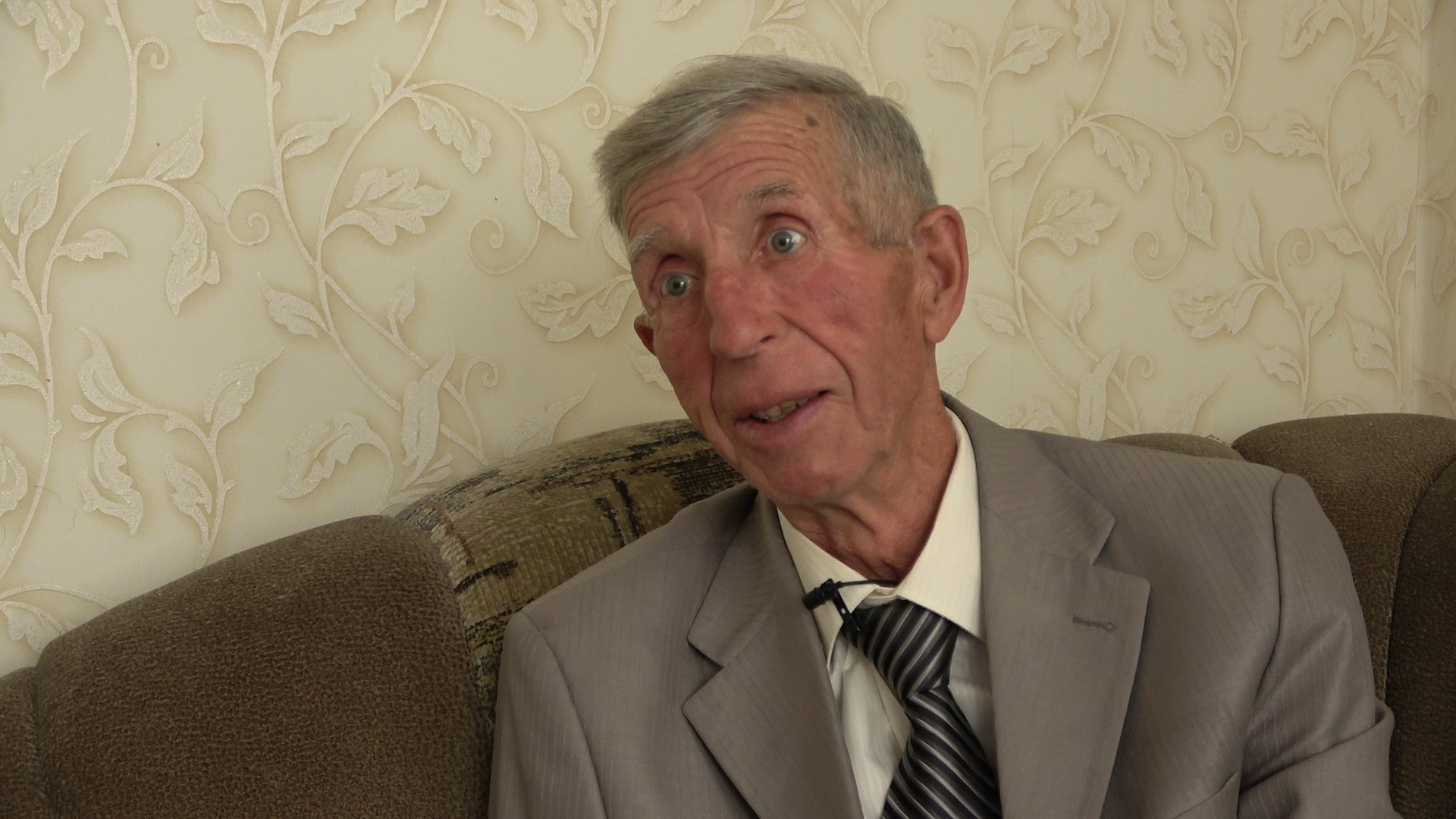
Володимир Володимирович Янчук після виходу на пенсію.

У 2021 році внаслідок перепрофілювання, рішення про яке було прийняте Раївською сільською радою, школа стає ліцеєм.
Внаслідок повномасштабного вторгнення Росії в Україну у 2022 році до кінця навчального року діти до школи не ходили, але 2022—2023 було почато у форматі змішаного навчання. До 1 січня 2023 року більшість дітей виявили бажання ходити щодня до закладу. На сьогодні у закладі облаштоване найпростіше укриття для проведення уроків під час повітряної тривоги: присутні парти та дошки.
У 2024 році вперше за всю історію в закладі було організовано дошкільний відділ освіти. Це було пов'язано з тим, що в будівлі дитячого садочка села Новоолександрівка відсутнє належне укриття на випадок повітряної тривоги. Також вперше за всю історію відсутній 1 клас через недостатню кількість заяв від батьків (три заяви замість п'яти).
З початку навчального року у закладі почала діяти фінська система освіти.
Завдяки педагогічному колективу навчальний заклад з роками набував своєрідних традицій.
Факельний похід — щорічний захід, який здійснювався перед 9 травня, що включав в себе вечірній похід учнів з факелами до пам'ятника загиблим у Другій світовій війні воїнам, що знаходиться в селі Гірки. З часом таку ідею запозичили інші школи Синельниківського району.

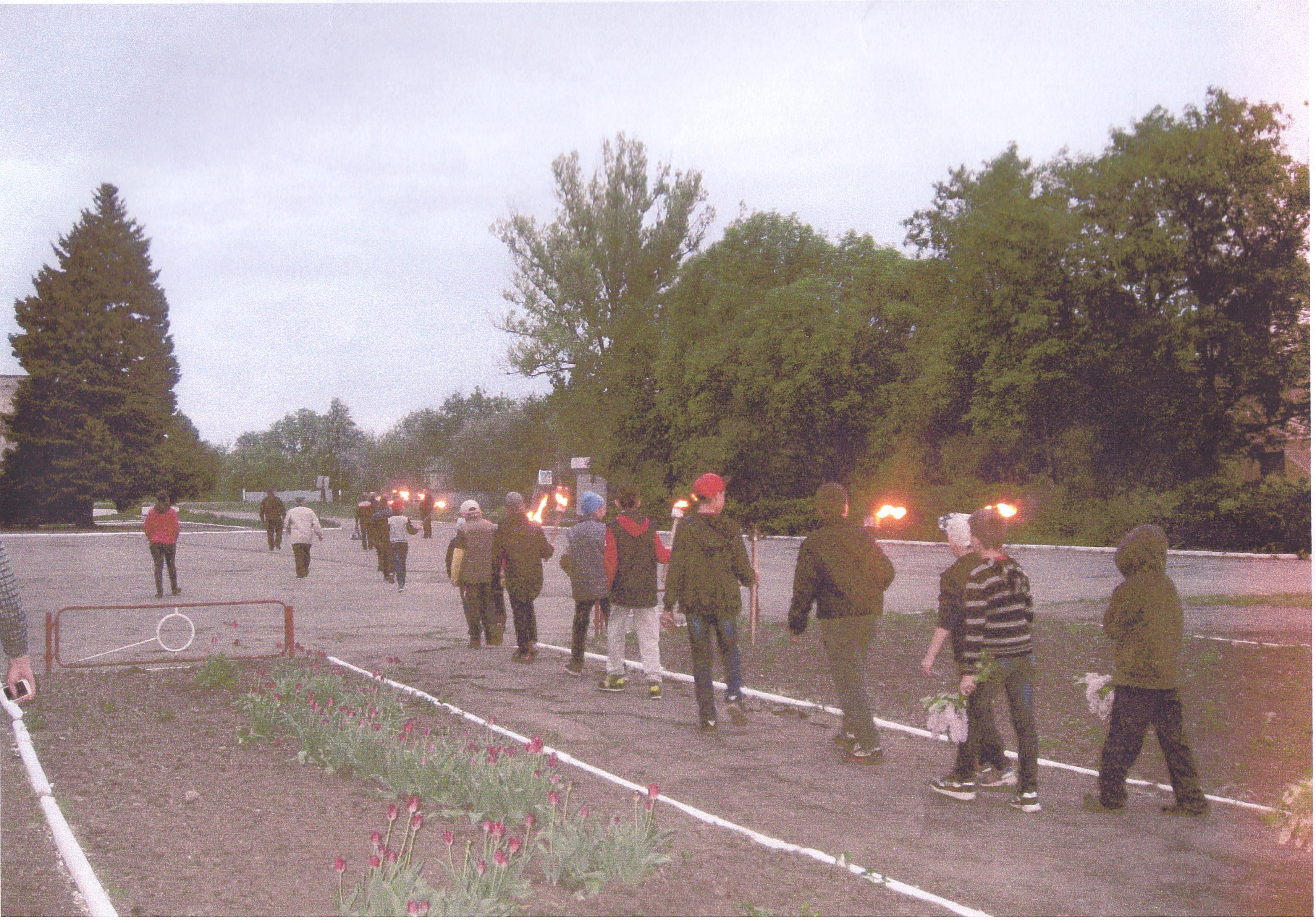
2000-ні роки. Факельний похід.

Велопробіг до місця форсування Дніпра — проводився з 1974 року. Найперший велопробіг було здійснено на початку навчального року восени, а решту, в основному, в кінці навчального року (травень-червень). Учні старших класів під керівництвом вчителя фізкультури та ДПЮ Володимира Валентиновича Журавського їхали на велосипедах до села Воронове Синельниківського району, де у 1943 році відбувалось форсування річки Дніпро, що було одним з етапів Другої світової війни. Також їхали й інші вчителі. Головними атрибутами, окрім велосипедів, були розкладання табору у вигляді наметів, готування солдатської каші, перевірка річки в акваланзі, яку здійснював безпосередньо керівник велопробігів, та купання в річці. Поїздка здійснювалась строком на три дні.
Фотографії велопробігу 2011 року
- Ганна Пугач — оперна співачка Запорізького академічного обласного український музично-драматичного театру імені Володимира Магара.
- Костянтин Чернишов — поет.
- Володимир Постольник — фронтмен рок-гурту U.A.R.

- Анатолій Горда (7.07.1995 - 14.06.2014)
- Костянтин Дикун (7.10.1986 - 16.08.2022)
- Віктор Черкашин (17.02.1999 - 24.08.2022)
- Дмитро Пасюта (1.08.1993 - 3.12.2022)
- Михайло Бордюг (16.07.1988 - 28.05.2023)
- Олександр Мартиненко (22.11.1989 - 7.06.2023)
- Сергій Стахів (22.06.1974 - 16.07.2023)

- Дмитро Ковіка (21.04.1991 - 13.08.2024)